# Sacciolepis arenaria
Sacciolepis arenaria là một loài thực vật có hoa trong họ Hòa thảo. Loài này được Mimeur miêu tả khoa học đầu tiên năm 1950.